# Mike Wangerin
Mike Wangerin (* 17. November 1963) ist ein ehemaliger deutscher Fußballspieler, der 1986/87 für die BSG Stahl Brandenburg in der DDR-Oberliga spielte.

## Sportliche Laufbahn
Der 1,80 m große Wangerin spielte bis zum April 1983 bei der Betriebssportgemeinschaft (BSG) Fortschritt Wittstock in der drittklassigen Bezirksliga Potsdam. Im Mai 1983 wurde er zum Wehrdienst eingezogen, und spielte während dieser Zeit bei der Armeesportgemeinschaft Vorwärts Neubrandenburg, die in der zweitklassigen DDR-Liga vertreten war. Nach Beendigung seiner Armeezeit schloss sich Wangerin im November 1984 der BSG Stahl Hennigsdorf in der Bezirksliga Potsdam an.
Nachdem der Oberligist Stahl Brandenburg nach seiner ersten Saison in der höchsten DDR-Fußball-Liga mit Markus Wuckel und Siegfried Malyska zwei seiner Offensivkräfte verloren hatte, wurde zur Spielzeit 1985/86 zur Auffüllung des Kaders unter anderem der 21-jährige Wangerin geholt. Er kam in dieser Saison aber nicht in der Oberligamannschaft zum Einsatz. Trotzdem wurde er für die Saison 1986/87 erneut für die 1. Mannschaft gemeldet. Er kam auch am ersten Punktspieltag für 17 Minuten zum Einsatz, blieb danach aber nur Ersatzspieler. Bis zum Saisonende wurde er noch in weiteren fünf Oberligaspielen aufgeboten, stand jedoch nur dreimal in der Startelf. In dem UEFA-Pokalspiel Stahl Brandenburg – Coleraine FC (1:0) am 1. Oktober 1986 wurde er in der 89. Minute eingewechselt.
Nach der Saison sahen die Verantwortlichen der BSG Stahl für Wangerin keine Perspektive mehr und schickten ihn zu Stahl Hennigsdorf zurück. Dort verhalf er der Mannschaft zur Meisterschaft in der Bezirksliga und zum Aufstieg in die DDR-Liga. In der DDR-Ligasaison 1988/89 war Wangerin mit 32 Einsätzen bei 34 Punktspielen und vier Toren unangefochten Stammspieler. 1990 wurde er vom neu gegründeten FC Stahl Hennigsdorf übernommen, mit dem er nach der Reorganisation des Ligensystems im vereinigten Deutschland noch bis 1992 in der drittklassigen Oberliga Nordost spielte.